# Ommatius medius
Ommatius medius là một loài ruồi trong họ Asilidae. Ommatius medius được Becker miêu tả năm 1925. Loài này phân bố ở miền Ấn Độ - Mã Lai.